# Salinas de Pisuerga

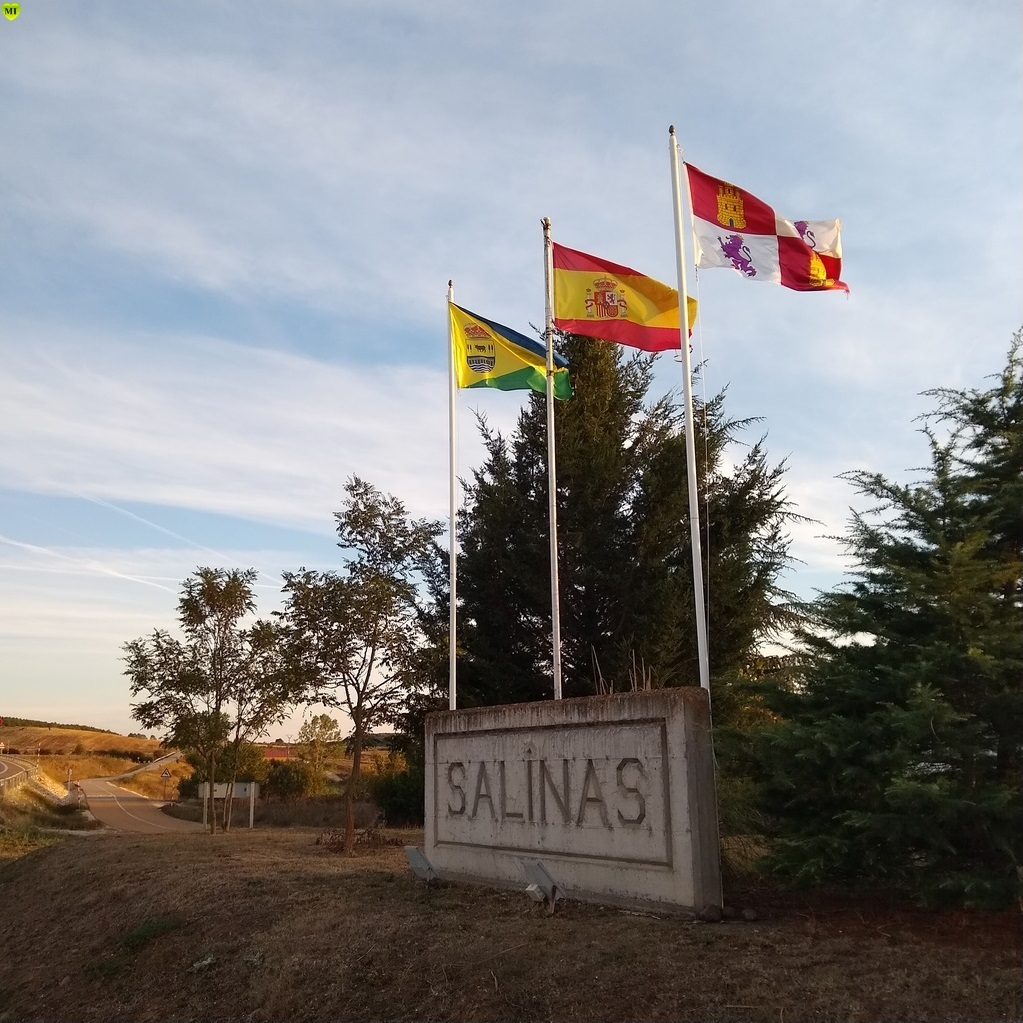

Salinas de Pisuerga, anteriormente Salinas del Río Pisuerga, es un municipio, una pedanía y también una localidad de la comarca de la Montaña en la provincia de Palencia, comunidad autónoma de Castilla y León, en España. 

## Geografía
El municipio tiene tres barrios: barrio de Abajo, barrio de Enmedio y barrio de la Calleja. Su término municipal también comprende las pedanías de Monasterio, Renedo de Zalima y San Mamés de Zalima.

## Historia
En su término esta constatada la presencia de un castro prerromano atribuido a los Cántabros.

## Economía
Históricamente ha tenido actividad de pastoreo, ahora en declive.

## Comunicaciones
Dispone de conexión ferroviaria con León y Bilbao mediante una estación de vía estrecha, inaugurada en 1894, perteneciente al histórico Ferrocarril de la Robla.

## Demografía
Cuenta con una población de 329 habitantes (INE 2024).
| Gráfica de evolución demográfica de Salinas de Pisuerga entre 1842 y 2021 |
| |
| Población de derecho según los censos de población del INE Población de hecho según los censos de población del INEEn este censo se denominaba Salinas del Río Pisuerga: 1842 En estos censos se denominaba Salinas de Río Pisuerga: 1857 y 1860 Entre el censo de 1857 y el anterior, crece el término del municipio porque incorpora a 345092 (Renedo de Zalima) y 345108 (San Mamés de Zalima) |

## Cultura

### Patrimonio

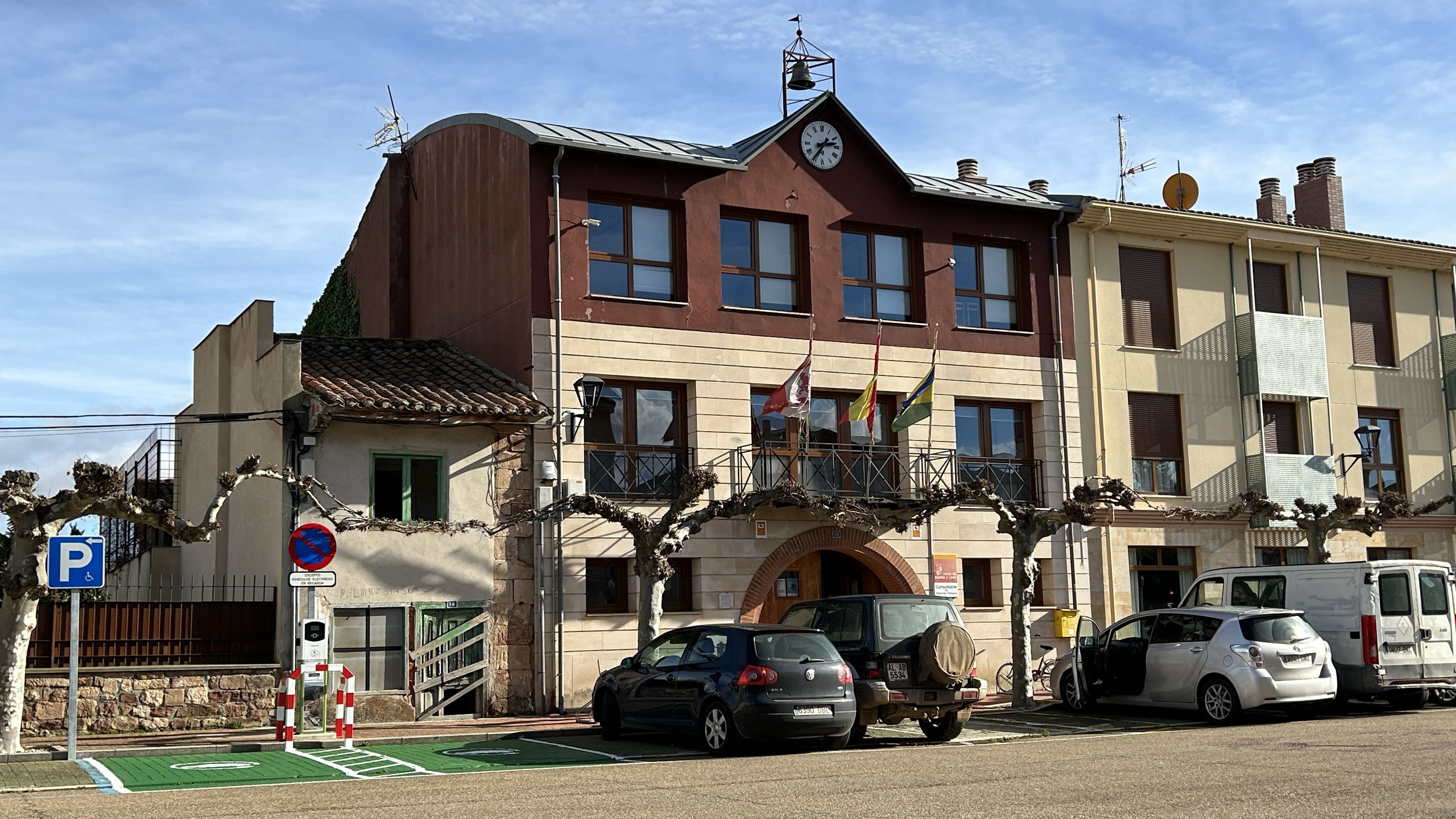
Casa consistorial

- Iglesia de San Pelayo
- Ermita de Quintanahernando
- Puente medieval

### Fiestas
- En el pueblo se celebra San Pelayo cada 26 de junio.
- El 15 de mayo se celebra San Isidro Labrador
- El primer sábado de agosto se celebra la Fiesta del Veraneante